# わらってヒミコさん
『わらってヒミコさん』は、中嶋ゆかによる日本の漫画作品。『ChuChu』（小学館）にて2008年11月号から2010年2月号（休刊号）まで連載された。単行本はちゅちゅコミックス（小学館）より全3巻まで刊行されている。

## あらすじ
無表情なため、卑弥呼の生まれ変わりとおそれられている姫美子。でも、本当はとても乙女チックな女子高生。そんな姫美子の片思いの相手は、モテるけど恋愛に関してひどく鈍感な犬系男子の悠。姫美子の思いは、悠に届くの？さらにライバルが現れたり、悠の幼なじみのマリや深司も絡んできて関係も複雑に…。

## 登場人物
鳳 姫美子（おおとり ひみこ）
通称ヒミコちゃん・ヒミコさん。無表情だが、本当は、とても恥ずかしがり屋で一途。泣き虫で純粋。絵本を読むことが趣味で乙女チックと、女の子らしい性格をしている。しかし、料理はあまり得意ではない。また、妄想癖がある。同じクラスの悠に好意を寄せている。暴走しやすい一面もある。1月3日生まれの山羊座。A型。154センチメートル。
結城 悠（ゆうき はるか）
姫美子の同級生。元気で無邪気な犬系男子。女子達からの人気は高いが、恋愛に関してはひどく鈍感。また、即行動型で、後先考えずに行動するタイプであり、友人の深司も思わず感心してしまう程である。深司やマリ（共に後述）とは幼なじみ。11月29日生まれの射手座。B型。180センチメートル。
坂下 マリ（さかした マリ）
姫美子の同級生。怖がりだが、人なつこく友達思いで明るく元気な少女。無表情な姫美子を当初は怖がっていたが、姫美子の悠に対する一途な想いを知ってからは親しくなり、恋の成就に協力する。深司（後述）に好意を寄せている。10月31日生まれのさそり座。O型。160センチメートル。
朝倉 深司（あさくら しんじ）
姫美子の同級生。真面目で頭のいい少年。しかし、何かと悠に振り回されている。クールだが、優しく面倒見がよい性格。姫美子に好意を寄せている。1月21日生まれの水瓶座。A型。176センチメートル。
相田 風香（あいだ ふうか）
姫美子達の一つ後輩。通称ブリっ子ブリジット。悠に好意を寄せており、姫美子とはライバル関係にある。愛らしい容姿に反して性格が悪く、ブリっ子。実は、太りやすい体質である。3月25日生まれの牡羊座。O型。149センチメートル。
鳳 源一郎（おおとり げんいちろう）
姫美子の父。厳格な性格であり、子煩悩で姫美子を溺愛しているため、悠を嫌っている。しかし、妻・艶子（後述）には頭が上がらない。深司曰く、長い物には巻かれるタイプであるらしい。42歳。8月25日生まれの乙女座。A型。186センチメートル。
鳳 艶子（おおとり つやこ）
姫美子の母。姫美子の恋を応援をしたり、姫美子を優しく励ましたりするなど心優しい母親であるが、気が強い一面もあり、夫・源一郎の干渉を許さない。
全編を通して一切顔を見せることがなく、その容姿は不明であった（風香によると「美人」らしい）が、最終話で１コマだけ素顔を見せた。
年齢は不明だが、誕生日と血液型は源一郎と同じらしい。162センチメートル。

## 書誌情報
- 中嶋ゆか 『わらってヒミコさん』 小学館〈ちゅちゅコミックス〉、全3巻[2]
  1. 2009年6月初版発行[3]（6月1日発売）、ISBN 978-4-09-132446-7
  2. 2009年11月初版発行[4]（10月30日発売）、ISBN 978-4-09-132808-3
  3. 2010年4月初版発行[5]（4月1日発売）、ISBN 978-4-09-133138-0